# 城廂区
城廂区（じょうそうく）は中華人民共和国福建省莆田市に位置する市轄区。

## 歴史
568年（光大2年）に莆田県が設置され、区域はその管轄区域とされた。1279年（至元16年）、興化路城区及びその近郊区域を東廂・南廂・左廂・右廂の四廂とし、城廂録事司を設置したことより「城廂」の名称が生まれた。
1983年、莆田県城廂鎮に城廂区が新設された。

## 行政区画
下部に3街道、4鎮を管轄する。
- 街道
  - 竜橋街道、鳳凰山街道、霞林街道
- 鎮
  - 常太鎮、華亭鎮、霊川鎮、東海鎮

## 交通

### 道路
- 高速道路
  -  瀋海高速道路
  -  秀永高速道路（中国語版）
- 国道
  - G356国道（中国語版）